# 2典Plus
2典Plus（にてんプラス）は、かつて存在した2ちゃんねる用語のオンライン辞書である。2001年開設の2典（にてん）を前身として2003年に開設され、2014年頃まで公開されていた。3000以上の用語が登録されていた。書籍版も存在した。

## 歴史

### 『2典』時代
2典Plusの前身となる2典は、インターネット掲示板2ちゃんねるラウンジ板で2001年6月30日に作成がスタートした。
まず「編集長」というハンドルネームの人物が、2001年6月19日にNHKで放送された『プロジェクトX第57回 父と息子 執念燃ゆ 大辞典』（岩波書店の広辞苑の製作過程を扱った回）に感動し、「2chにもこのような辞典があれば面白いのに」と考えたとして、翌6月20日に2ちゃんねるのラウンジ板でスレッド『みんなで「2ちゃん辞典（仮）」を作ろう！』を新たに作成した。この「編集長」という人物が中心となり、スレッド上で言葉を募ってデータを編集し始めた。
上記スレッドの332番目の書き込みで「編集長」がサイトのURLを公開した。「2典」という名称は上記スレッドの427番目の書き込みで匿名投稿者により提案され、同428番目の書き込みで「編集長」に採用された。
2001年12月に「編集長」が後任に編集権を譲って退任したいとの意向を示し、「ヘルプ化の人」というハンドルネームで書き込んでいた人物が編集権を譲り受けて「2代目編集長」となった。
後述する「2典Plus」に辞書データが引き継がれてからも「2典」のサイトはしばらく残っていたが、2004年頃に閉鎖された。

### 『2典Plus』時代
2003年に2典のサイト管理者「2代目編集長」の2ちゃんねるスレッドへの登場が途絶え、サイト更新が滞ったことを受けて、2003年2月27日、KENこと高橋賢が2典のデータを引き継ぐ形で2典Plusを開設した。2典Plusの開設後に「2代目編集長」がスレッドに登場し、KENへの引き継ぎを承認した。
2典Plusは、不特定多数によるスレッドへの書き込みに編集を加えたものを管理者のKENがサイトに追加するという更新形式を取っていたが、2006年頃から2典Plusの用語登録数は増えなくなった。2014年頃にサイトが閉鎖された。

## 書籍化
2002年から2005年にかけて三度出版された。
- 2典 -2ちゃんねる辞典-（ブッキング、2002年5月、ISBN 4-8354-4033-1）
- 続2典 -続2ちゃんねる辞典-（ブッキング、2003年10月、ISBN 4-8354-4062-5）
- 2典 第3版（宝島社、2005年7月、ISBN 4-7966-4754-6）

また2006年には、2ちゃんねる用語を掲載した2007年用日めくりカレンダーの『2典日ちぎり』が発売された。
- 2典日ちぎり（ハゴロモ、2006年11月、ASIN B000HXE0H4）